# August Breithaupt
Johann Friedrich August Breithaupt (18. května 1791 Probstzella, Durynsko – 22. září 1873 Freiberg) byl německý mineralog.
Wilhelm Karl von Haidinger po něm pojmenoval v roce 1859 minerál breithauptit. V roce 1863 byl Breithaupt zvolen členem akademie Leopoldina a v roce 1872 se stal čestným občanem města Zwickau.
Synem Augusta Breithaupta byl geolog Hermann Theodor Breithaupt a synovcem chemik Clemens Winkler.

## Dílo
- Über die Aechtheit der Kristalle (1815)
- Kurzcharakteristik des Mineralsystems (1820)
- Die Bergstadt Freiberg im Königreich Sachsen (1826)
- Vollständiges Handbuch der Mineralogie (3 Bde., 1836-47)
- Die Paragenesis der Mineralien (1849)